# Phare d'Ulvesund
Le phare d'Ulvesund (en norvégien : Ulvesund fyr)  est un phare côtier de la commune de Vågsøy, dans le comté de Vestland (Norvège). Il est géré par l'administration côtière norvégienne (en norvégien : Kystverket).

## Histoire
Le phare se trouve sur le détroit d'Ulvesund, à environ 8 km au nord de Vågsøy. Le premier phare a été mis en service en 1870. Il a été remplacé, en 1985, par un feu automatique construit à proximité. L'ancienne maison-phare sert de café durant l'été.

## Description
Le phare actuel  est une tour cylindrique en béton de 10 mètres de haut, avec une galerie et lanterne. La tour est blanche et la lanterne est rouge. Son Feu à occultations  émet, à une hauteur focale de 13 mètres, trois groupes d'éclat blanc, rouge et vert selon différents secteurs toutes les 10 secondes. Sa portée nominale est de 10 milles nautiques (environ 19 km) pour le feu blanc, 8 pour le feu rouge et 7 pour le feu vert.
Identifiant : ARLHS : NOR-260 ; NF-2890 - Amirauté : L0498 - NGA : 5540 .

### Lien connexe
- Liste des phares de Norvège